# Erythrodiplax cleopatra
Erythrodiplax cleopatra ist eine Libellenart aus der Unterfamilie Sympetrinae. Die Art wurde von Friedrich Ris 1911 beschrieben und 1942 von Donald Joyce Borror in die Connata-Gruppe eingeordnet.  Die Larve ist bis heute unbekannt. Die Art kommt entlang der Pazifikküste Perus und Chiles vor.

## Merkmale
Ausgefärbte Männchen der Erythrodiplax cleopatra sind blau gefärbt und haben einen schlanken, durchschnittlich 22 Millimeter langen Hinterleib. Jener der Weibchen ist etwas kürzer und erreicht im Schnitt 21 Millimeter. Junge Tiere beider Geschlechter weisen eine differenzierte Färbung auf. Die Grundfärbung ist im Gesicht und auf dem Hinterleib gelblich braun; im Rumpfbereich dominiert gelb, wozu sich auf den Seiten braun mischt. Auf dem Hinterleib, wie auf dem Rumpf, befinden sich zudem verschiedene Zeichnungen. Auf dem Rumpf sind dies eine schmale braune Linie entlang des Kiels auf dem Rücken sowie ein breiter brauner Antehumeralstreifen. Auf der Seite des Hinterleibs finden sich auf den Segmenten drei bis neun seitlich bräunlich schwarze Streifen, die auf den Segmenten drei bis sieben jeweils im vorderen Teil unterbrochen sind. Im hinteren Bereich der Segmente vier bis sieben befinden sich zudem ausgefranste schwarzbraune Male über den Streifen. Manche dieser Male sind über einen schwach ausgeprägten Strich mit den seitlichen Streifen verbunden. Mit dem Reifungsprozess dunkeln die braunen Bereiche bei den Weibchen nach und die Seiten der Stirn färben sich grünlich braun. Auch die Seiten des Rumpfes ändern ihre Farbe und werden gräulich grün.
Die Flügel sind bis auf einen sehr kleinen basalen Fleck durchsichtig. Der Fleck ist dabei dunkelbraun bis schwarz und fehlt teilweise im vorderen Flügel. Durchschnittlich messen die Hinterflügel 24 Millimeter. Das Flügelmal selbst misst im Schnitt 3 Millimeter.

## Ähnliche Arten
Im Gesicht dunkel gefärbte Vertreter der Erythrodiplax connata, die zudem noch einen kleinen Flügelfleck haben, ähneln der E. cleopatra stark. Eine sichere Unterscheidung ist hier nur durch einen Vergleich der Penisstruktur möglich. Selbiges gilt auch im Vergleich mit Erythrodiplax abjecta.

## Weblink
- Erythrodiplax cleopatra in der Roten Liste gefährdeter Arten der IUCN 2013.2. Eingestellt von: von Ellenrieder, N., 2007. Abgerufen am 19. Februar  2014.